# SEAL
«Морські котики» (англ. SEALs) — військовий підрозділ спеціального призначення Військово-морських сил США. Назва походить від абревіатури слів, що означають галузь їх застосування (англ. United States Navy Sea, Air and Land (SEAL) — підрозділ ВМС США «море-повітря-земля». «Морські котики» є елітним підрозділом спеціальних військ, який використовують для розвідувальних та диверсійних операцій, в контртерористичних операціях та інших видах нетрадиційних військових дій.